# Không thể lìa xa
Không thể lìa xa (Hongey Judaa Na Hum, Tiếng Hindi: होंगे जुदा ना हम) là một bộ phim truyền hình Ấn Độ phát sóng lúc 22h10 từ thứ 2 đến thứ 5 hàng tuần (phát lại vào 14h00 ngày hôm sau) bắt đầu từ 16/5/2016 trên kênh VTV3.

## Cốt truyện
Không thể lìa xa là bộ phim về đôi vợ chồng trẻ chung sống 5 năm - Rohan và Muskaan, cả hai đều yêu thương nhau nhưng lại thường xuyên xảy ra cãi cọ. Mẹ của Muskaan, bà Tara không ủng hộ cô lấy Rohan bởi họ thường xuyên xung đột, trong khi đó ở chiều ngược lại gia đình Rohan lại rất yêu quý Muskaan. Vào một ngày, cả Rohan và Muskaan cùng bị tai nạn xe hơi, họ đã mất đi trí nhớ, quên hết quá khứ và không còn nhớ gì về nhau. Bác sĩ Anirrudh, một người bạn tốt và là bác sĩ của Muskaan đã yêu cầu hai người sống tách riêng trong quá trình điều trị. Kể từ đây hai người đã bắt đầu lại cuộc sống mới với gia đình của mình. 
Một năm trôi qua và cuộc sống đã mang đến cho Rohan và Muskaan một cơ hội khác. Cô bạn thân của Rohan là Anushka thầm yêu trộm nhớ anh nhưng cuối cùng Rohan vẫn yêu Muskaan đang mất đi trí nhớ. Hoàn cảnh xô đẩy đã khiến Muskaan lấy Anirrudh chính vì mẹ của cô muốn vậy. Tuy nhiên, như thể số phận đã định đoạt, sau khi lấy lại trí nhớ, Rohan đã rất sốc khi người vợ yêu quý của mình đã đi lấy chồng, anh tìm mọi cách để giành lại Muskaan. Trong khi đó, Anushka cũng làm mọi cách để chia rẽ Rohan và Muskaan kể cả phải giết Muskaan. Một bữa tiệc sắp diễn ra tại nhà Duggal và Anushka đã tìm cơ hội lẻn vào phòng của bà Tara để lấy súng. Cô cố nhắm bắn Muskaan Tara. Vì sợ sẽ bị bắt nên Anushka đã đến bệnh viện để giết bà Tara. Trong đám tang của bà Tara, Anirudh đã vén bức màn sự thật rằng Muskaan chính là vợ của Rohan và hai người đã quay trở lại với nhau. Cuộc sống của hai người tưởng như đã lặng sóng cho đến khi vợ của Badri, anh họ của Rohan xuất hiện. Cô đang lên kế hoạch tạo ra những “sóng gió” mới trong ngôi nhà này…
Bộ phim kết thúc khi Muskaan bị bắt cóc, Rohan tìm mọi cách để cứu Muskaan nhưng Rohan và Muskaan đã bị Rama và Lallan bắn chết. Sau đó Rama và Lallan đã bị bắt vì tội giết người của họ. Muskaan và Rohan chết cùng nhau và sống hạnh phúc với nhau trên thiên đường mãi mãi.

## Diễn viên
| Nhân vật              | Diễn viên         | Vai |
| --------------------- | ----------------- | --- |
| Muskaan Rohan Mishra  | Aamna Sharif      | Vai Nữ chính, vợ của Rohan                                                                                |
| Rohan Mishra          | Raqesh Vashisth   | Vai Nam chính, chồng của Muskaan                                                                          |
| Mr. Mishra            | Shahab Khan       | Cha của Rajiv và Rohan                                                                                    |
| Rajiv Mishra          | Rakesh Kukreti    | Anh trai Rohan, chồng của Preeti, cha của Chintu                                                          |
| Preeti Rajiv Mishra   | Gungun Uprari     | Chị dâu của Rohan, vợ của Rajiv, mẹ của Chintu                                                            |
| Chintu Rajiv Mishra   | Vishesh Bansal    | Cháu Rohan, con trai của Rajiv và Preeti                                                                  |
| Anushka               | Pavitra Punia     | Người thuê nhà của gia đình Rohan, bạn thân của Rohan, đồng thời là người yêu của Rohan (lúc mất trí nhớ) |
| Tara Avinash Duggal   | Deepshika         | Mẹ của Muskaan và Rishi, vợ của Avinash                                                                   |
| Avinash Duggal        | Ayub Khan         | Cha của Muskaan và Rishi, chồng của Tara                                                                  |
| Rishi Avinash Duggal  | Rehan Sayed       | Em trai Muskaanr, con trai của Avinash và Tara                                                            |
| Bác sĩ Anirudh Sharma | Aamir Ali         | Vai Nam chính, Bác sĩ của Rohan và Muskaan, hôn phu của Muskaan (lúc mất trí nhớ)                         |
| Bà Sharma             | Suhasini Mulay    | Bà nội của bác sĩ Anirrudh                                                                                |
| Ông Sharma            | Amit Singh Thakur | Cha của bác sĩ Anirrudh                                                                                   |
| Bà Sharma             | Usha Bacchani     | Mẹ của bác sĩ Anirrudh                                                                                    |
| Nitai                 | Avijit Some       | Người giúp việc của gia đình Duggal                                                                       |
| Simran Rajpal         | Nigaar Khan       | Vợ của bạn Avinash                                                                                        |
| Rama                  | Kishwar Merchant  | Vợ của Badri - anh họ Rohan, chị của Lallan                                                               |
| Badri Mishra          | Manmohan Tiwari   | Anh họ Rohan, chồng Rama                                                                                  |
| Lallan Mishra         | ...???...         | Anh trai Rama                                                                                             |
| Maria                 | Khushbu Thakkar   | Nhân viên tại quán cà phê của Muskaan                                                                     |
| Rajeev                | Rajeev Khandelwal | Bạn học Đại học của Muskaan                                                                               |

## Đánh giá
Không thể lìa xa là bộ phim tâm lý xã hội nhẹ nhàng nhưng không vì thế mà bộ phim tẻ nhạt, đơn điệu bởi câu chuyện tình yêu luôn được đặt trong sự tác động qua lại với các mối quan hệ từ gia đình và bên ngoài. Với nhiều tình tiết cao trào, diễn biến nhanh, bất ngờ, có lúc tưởng chừng như sắp chạm tới hạnh phúc thì sóng gió lại nổi lên, tạo nên nhiều tình huống kịch tính cho bộ phim. 
Không thể lìa xa có sự khác biệt so với những phim Ấn Độ khác, bộ phim thuộc dòng phim hiện đại, số lượng tập phim ngắn, tình tiết nhanh, trong từng tập phim đều có cao trào, nút thắt, tạo sự cuốn hút, hứng thú cho người xem.

## Phát sóng
- Tại Ấn Độ: phim được phát sóng lúc 21h00 (thứ 2 - thứ 6) từ ngày 10/9/2012 đến 20/3/2013 trên kênh Sony Entertainment Television India và Sony Entertainment Television Asia (107 tập - 20 phút).
- Tại Việt Nam: phim được phát sóng lúc 22h10 (thứ 2 - thứ 5) từ ngày 16/5/2016 đến 13/9/2016 trên kênh VTV3 và VTV3 HD (57 tập - 45 phút).